# Anton Zinkovskiy
Anton Alekseyevich Zinkovskiy (tiếng Nga: Антон Алексеевич Зиньковский; sinh ngày 14 tháng 4 năm 1996) là một cầu thủ bóng đá người Nga. Anh thi đấu cho FC Chertanovo Moskva.

## Sự nghiệp câu lạc bộ
Anh ra mắt chuyên nghiệp tại Giải bóng đá chuyên nghiệp quốc gia Nga cho FC Chertanovo Moskva vào ngày 17 tháng 9 năm 2014 trong trận đấu với F.K. Lokomotiv Liski.